# 柏瑞尔·马卡姆
柏瑞尔·马卡姆（英語：Beryl Markham，1902年10月26日—1986年8月3日），婚前名柏瑞尔·克拉特巴克（英語：Beryl Clutterbuck），是一位英国女飞行员、赛马训练师、作家。她的人生的主要经历（训马经历、飞行经历）都以非洲肯尼亚为中心，她也是第一位完成从英格兰到布列塔尼岛从东到西横越北大西洋单机飞行的人。她的最著名的文学作品为记录自己在非洲训马、飞行的经历的回忆录《夜航西飞》。

## 生平
柏瑞尔·马卡姆于1902年出生在英国莱斯特郡，父亲查尔斯·鲍德温克拉特巴克（Charles Baldwin Clutterbuck）是当地一位小有声誉的驯马师，她的母亲名叫克拉拉·艾格尼丝（1878-1952）。  她还有一个哥哥，理查德·亚历山大。 
在她四岁时，父母离异。她和父亲一起搬到了当时属于英国东非殖民地的肯尼亚。 她的父亲在当地恩乔罗建起了一个农场 ，靠近东非大裂谷。柏瑞尔的童年是与当地的孩子们一起度过的，她们一起学习、玩耍、打猎。 这段生活在父亲农场中的童年时光，让她获得了关于养马的知识以及对这份工作的热爱。在她17岁那年，她的父亲动身前往秘鲁，而她则选择留在非洲并成为了一位训马师。
面容姣好、博学而富有冒险精神的柏瑞尔一直被人们视作一位特立独行的女性。即使是在当时以怪胎出名的殖民地，她也足够引人注目。她有过三段婚姻，其中在与第二位丈夫曼斯菲尔德·马卡姆的婚姻中，她生养了一个孩子。1929年，她与乔治五世的儿子亨利王子 (格洛斯特公爵)传出了绯闻，但很快被温莎家族澄清。不久，她与飞行员休伯特·布罗德再一次传出婚内绯闻，这使得她的丈夫曼斯菲尔德·马卡姆于1937年提起离婚诉讼，将二人一并告上法庭。
她在非洲时与丹麦作家凯伦·白烈森成为了朋友，后者当时正在非洲经营自己家族的位于内罗毕的咖啡农场。白烈森当时正与猎手兼飞行员的丹尼斯·芬奇·海顿陷入热恋。但在二人感情破裂后，丹尼斯向柏瑞尔表达了爱意，两人相恋数年，这段恋情使得柏瑞尔对飞行产生了一定的兴趣。不久，丹尼斯邀请柏瑞尔一起乘飞机出游，但柏瑞尔并没有答应。对此，她在自己的自传作品《夜航西飞》中提到的原因是，自己的飞行教练汤姆·坎贝尔·布莱克对于此次飞行有一种不祥的预感。最终布莱克一语成谶，这次飞行成为了丹尼斯，这位《走出非洲》中的主人公的原型的人生最后一次飞行。在她20岁时，柏瑞尔在布莱克的指导下，最终学会了独立驾驶小型飞机。她有时负责给彼时尚处于孤立状态的各个非洲居民点运送必要的物资与人员，有时也会充当丛林飞行员(bush pilot)，在丛林上空飞过，寻找各类野生动物并标记其位置，为地面的游猎提供信息支持。
她在非洲时，曾经与臭名昭著的居住在享乐谷的部分贵族与冒险家交往甚密，后者以放荡的生活作风；剥削、虐待黑奴而闻名于彼时。
1936年，她完成了独自无间断穿越大西洋的飞行壮举。
1942年，她完成了回忆录《夜航西飞》，这让她在文学圈小有名气，进而被邀请到好莱坞写点小故事。值得一提的是，在此期间，柏瑞尔训练出了6匹荣获叶森打吡大赛冠军的肯尼亚马匹。但《夜航西飞》这部作品真正取得商业上的成功，是已经到了20世纪末的事。随着这一时期人们对20世纪上半叶那些居住在非洲的白人定居者的逸闻趣事的兴趣的增长，这本书才真正的走入人们的视野。
1952年，柏瑞尔在美国居住了多年后，再一次回到了阔别已久的肯尼亚。并且自此一直居住在这里，在当地马术训练的圈子里小有名气，直到她于1986年去世。

## 飞行经历

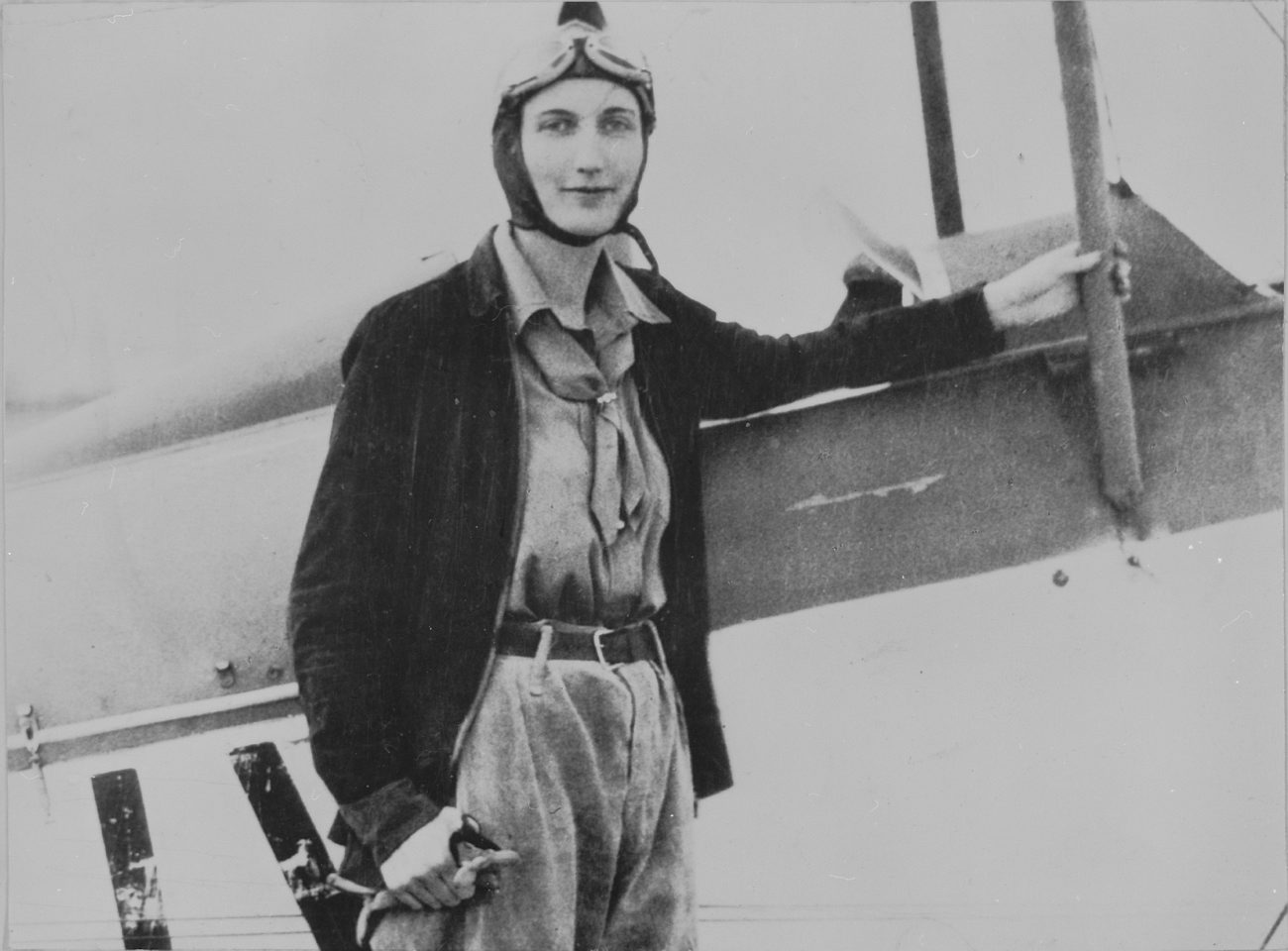
柏瑞尔·马卡姆（1930年前后）

柏瑞尔最著名的一次航行应当是1936年她驾驶飞机无间断单人横跨大西洋（自英国到北美）。:166,205
在她尝试之前，没有飞行员曾经成功的独自且不停留的飞跃大西洋。此前数位尝试者都付出了生命的代价。柏瑞尔打算同时挑战这两项记录。1936年4月，她从阿宾顿启程，经过20小时的飞行，她的座驾“信使号”尽管遭遇了油箱结冰并导致燃料不足的情况，但依然顽强的穿越了大西洋，最终在加拿大的诺瓦斯科舍省迫降。自此，她成为了第一位自英国出发，完成了单人不间断穿越大西洋飞行的飞行员，被收录在航线开拓者的名录中。
柏瑞尔在她的个人回忆录《夜航西飞》中按照她人生的轨迹记述了她自己许多其他的飞行经历。

## 在其他作品中
- 在由丹麦作家凯伦·白烈森的回忆录改编的同名电影《走出非洲》 中,柏瑞尔被塑造成了一个开朗外向的假小子形象。
- 1986年，美国公共频道播放了关于柏瑞尔的个人纪录片《无界世界：柏瑞尔·马卡姆的非洲回忆录》
- 1988年，美国演员斯蒂芬妮·鲍尔斯在电视电影《柏瑞尔·马卡姆：日影之下》扮演柏瑞尔·马卡姆。
- 2015年，美国作家Paula McLain撰写了一部关于柏瑞尔·马卡姆的小说《绕日飞行》
- 2015年，作为飞行员的代表其形象出现在美剧好女巫第一季中。